# Leyton House CG911
El Leyton House CG911 fue un coche de carreras de Fórmula 1 diseñado por Chris Murphy y Gustav Brunner para la temporada 1991 de Fórmula 1. A diferencia de su predecesor, el CG901, que usaba un motor Judd EV V8, el CG911 usaba un motor Ilmor 2175A V10. Leyton House Racing comenzó inicialmente la temporada de 1991 con Maurício Gugelmin e Ivan Capelli como pilotos, como lo habían hecho en 1990, pero Karl Wendlinger reemplazó a Capelli en las dos últimas carreras de la temporada. Para 1992, cuando Leyton House cambió su nombre a March F1, el CG911 se actualizó a la especificación March CG911B, con Wendlinger, Jan Lammers, Paul Belmondo y Emanuele Naspetti compartiendo tareas de conducción. Aunque inicialmente March tenía la intención de utilizar el CG911C en 1993 con Lammers y Jean-Marc Gounon, el equipo fracasó y no compitieron ese año.

## Diseño
El Leyton House CG911 fue desarrollado por Chris Murphy y Gustav Brunner para la temporada 1991 de Fórmula 1. El CG911 fue el primer coche de Fórmula 1 en utilizar un motor desarrollado por Ilmor, después de que Akira Akagi formara una sociedad entre Ilmor y Leyton House Racing. Este motor, el 2175A (también conocido como LH10), era un motor V10 que se había desarrollado inicialmente en 1989 en respuesta a la prohibición de los coches turboalimentados en la Fórmula 1 al final de la temporada anterior. Era un V10 de 72 grados que fue desarrollado para ser lo más compacto y liviano posible; tenía 593 mm (23,3 pulgadas) de largo, mientras que el Honda RA109E V12 y el Renault RS1 V10 de 1989 tenían longitudes de 620 y 668 mm (24,4 y 26,3 pulgadas) respectivamente, y pesaba 126 kg (278 lb). El CG911 se actualizó a la especificación CG911B después de que Leyton House pasara a llamarse March F1 en 1992, y en 1993 se ingresó un monoplaza con la especificación CG911C, pero nunca corrió.

## Historia

### 1991
Leyton House inició la temporada 1991 con Maurício Gugelmin e Ivan Capelli. El CG911 no tuvo un debut exitoso en el Gran Premio de los Estados Unidos de 1991; Ambos coches se habían retirado en la vuelta 40 por problemas en la caja de cambios. De hecho, no sería hasta la séptima carrera (el Gran Premio de Francia de 1991) de la temporada que Leyton House terminó una carrera; Gugelmin ocupó el séptimo lugar, mientras que Capelli se cayó y abandonó la carrera tras chocar con el Minardi de Gianni Morbidelli. Fue la falta de fiabilidad del motor Ilmor lo que causó la mayoría de los problemas del equipo; En el Gran Premio de Francia, seis de los abandonos se debieron a fallos del motor. Después de dos carreras más con dobles abandonos, el mejor resultado de la temporada del CG911 llegó en el Gran Premio de Hungría de 1991; No sólo ambos coches terminaron, sino que Capelli consiguió terminar sexto, a una vuelta del líder. En el Gran Premio de Bélgica de 1991 se produjo una doble falla del motor, pero ambos CG911 terminaron en el Gran Premio de Italia de 1991, aunque fuera de los puntos (Capelli, en octavo lugar, fue el mejor clasificado de los dos pilotos). Gugelmin siguió esto con el séptimo lugar tanto en el Gran Premio de Portugal de 1991 como en el Gran Premio de España de 1991. Sin embargo, Akagi fue arrestado en relación con el escándalo del Banco Fuji, necesitando los fondos para continuar, Leyton House reemplazó a Capelli con Karl Wendlinger para el Gran Premio de Japón de 1991, quien contó con el respaldo de Mercedes-Benz. Aunque Wendlinger tuvo un debut fallido con el equipo, ya que fue eliminado por el Jordan de Andrea de Cesaris (al igual que los Dallaras de JJ Lehto y Emanuele Pirro), Gugelmin continuó su racha de finales con un octavo lugar. Leyton House terminó la temporada con una nota amarga en el Gran Premio de Australia de 1991; Gugelmin se estrelló en el pit lane en la vuelta 13 debido a una fuerte lluvia, hiriendo a dos comisarios en el proceso, y Wendlinger iba último en el puesto 20, dos vueltas atrás, cuando la carrera se detuvo en la vuelta 14. Leyton House terminó así la temporada en el puesto 12 y último de los equipos clasificados en el Campeonato de Constructores, mientras que Capelli terminó en el puesto 20 en el Campeonato de Pilotos.

### 1992
Para la temporada de 1992, Leyton House pasó a llamarse March F1, después de ser vendida a un consorcio liderado por Ken Marrable, John Byfield, Tony Birchfield, Gustav Brunner y Henny Vollenberg. Capelli se fue a Ferrari y fue reemplazado permanentemente por Wendlinger, mientras que Gugelmin se mudó a Jordan y fue reemplazado por Paul Belmondo. March ya no era el único equipo que utilizaba el motor Ilmor; El 020 de Tyrrell también utilizó el 2175A V10. Sin embargo, la temporada de 1992 no comenzó bien en marzo, ya que Wendlinger se retiró del Gran Premio de Sudáfrica de 1992 con un motor sobrecalentado después de 13 vueltas y Belmondo no pudo clasificarse. Wendlinger también se retiró de las dos carreras siguientes, mientras que Belmondo no pudo clasificarse para ninguna de las carreras. El Gran Premio de España de 1992, por el contrario, fue un gran éxito; Ambos pilotos terminaron la carrera, con Wendlinger octavo y Belmondo duodécimo (aunque el último de los finalistas). Ambos coches terminaron el Gran Premio de San Marino de 1992, pero Wendlinger en duodécimo lugar y Belmondo en decimotercero fueron los últimos en terminar. El Gran Premio de Mónaco de 1992 fue inolvidable para el equipo; Belmondo no solo no logró clasificarse, sino que Wendlinger se retiró debido a una falla en la caja de cambios en la primera vuelta. Ambos coches terminaron el Gran Premio de Canadá de 1992 y Wendlinger quedó cuarto, diez puestos por delante de Belmondo. Después de que Wendlinger sufriera una falla en la caja de cambios y Belmondo no lograra clasificarse ni en el Gran Premio de Francia de 1992 ni en el Gran Premio de Gran Bretaña de 1992, ambos autos terminaron el Gran Premio de Alemania de 1992; Esta vez Wendlinger fue el último del grupo, en el puesto 16, mientras que Belmondo ocupó el puesto 13. Belmondo siguió con el noveno puesto en el Gran Premio de Hungría de 1992, en lo que resultaría ser su última carrera con March. Para entonces, el dinero de March empezaba a agotarse y Belmondo fue reemplazado por Emanuele Naspetti, respaldado por Uliveto. Esto pareció dar sus frutos, ya que Wendlinger llevó a Naspetti a casa en el puesto 11. Wendlinger siguió esto con el décimo lugar en el Gran Premio de Italia de 1992, mientras que Naspetti fue undécimo en el Gran Premio de Portugal de 1992. Esta fue la última carrera de Wendlinger para el equipo. Fue reemplazado por el veterano corredor Jan Lammers para el Gran Premio de Japón de 1992, donde Naspetti terminó 13º. Lammers terminó la temporada en el Gran Premio de Australia de 1992 ocupando el puesto 12. Los tres puntos de Wendlinger en el Gran Premio de Canadá le aseguraron el puesto 12 en el Campeonato de Pilotos, y March quedó noveno en la clasificación de Constructores.

### 1993
March F1 atravesaba grandes problemas financieros antes del inicio de la temporada de 1993, y un intento de llegar a un acuerdo con una empresa suiza no llegó a nada. Participaron en el Gran Premio de Sudáfrica de 1993 con Lammers y Jean-Marc Gounon, pero no compitieron; aunque sus coches llegaron al circuito de Kyalami, los motores no. Sin dinero, March cerró poco después y no volvió a competir en la Fórmula 1, sus probables pilotos reservas iban a ser Giovanni Lavaggi (Italia) para las 2 últimas fechas si Gounon se iba a recalar en la escudería Minardi y Mark Skaife (Australia).

## Resultados
(Clave) (negrita indica pole position) (cursiva indica vuelta rápida)

| Año     | Chasis             | Motor     | Neu. | N.º | Pilotos           | 1   | 2   | 3   | 4   | 5   | 6   | 7   | 8   | 9   | 10  | 11  | 12  | 13  | 14  | 15  | 16  | Puntos | Pos. |
| ------- | ------------------ | --------- | ---- | --- | ----------------- | --- | --- | --- | --- | --- | --- | --- | --- | --- | --- | --- | --- | --- | --- | --- | --- | ------ | ---- |
| 1991    | Leyton House CG911 | Ilmor V10 | G    |     |                   | USA | BRA | SMR | MON | CAN | MEX | FRA | GBR | GER | HUN | BEL | ITA | POR | ESP | JPN | AUS | 1      | 12.º |
| 1991    | Leyton House CG911 | Ilmor V10 | G    | 15  | Maurício Gugelmin | Ret | Ret | 12  | Ret | Ret | Ret | 7   | Ret | Ret | 11  | Ret | 15  | 7   | 7   | 8   | 14  | 1      | 12.º |
| 1991    | Leyton House CG911 | Ilmor V10 | G    | 16  | Ivan Capelli      | Ret | Ret | Ret | Ret | Ret | Ret | Ret | Ret | Ret | 6   | Ret | 8   | 17  | Ret |     |     | 1      | 12.º |
| 1991    | Leyton House CG911 | Ilmor V10 | G    | 16  | Karl Wendlinger   |     |     |     |     |     |     |     |     |     |     |     |     |     |     | Ret | 20  | 1      | 12.º |
| 1992    | March CG911B       | Ilmor V10 | G    |     |                   | RSA | MEX | BRA | ESP | SMR | MON | CAN | FRA | GBR | GER | HUN | BEL | ITA | POR | JPN | AUS | 3      | 9.º  |
| 1992    | March CG911B       | Ilmor V10 | G    | 16  | Karl Wendlinger   | Ret | Ret | Ret | 8   | 12  | Ret | 4   | Ret | Ret | 16  | Ret | 11  | 10  | Ret |     |     | 3      | 9.º  |
| 1992    | March CG911B       | Ilmor V10 | G    | 16  | Jan Lammers       |     |     |     |     |     |     |     |     |     |     |     |     |     |     | Ret | 12  | 3      | 9.º  |
| 1992    | March CG911B       | Ilmor V10 | G    | 17  | Paul Belmondo     | DNQ | DNQ | DNQ | 12  | 13  | DNQ | 14  | DNQ | DNQ | 13  | 9   |     |     |     |     |     | 3      | 9.º  |
| 1992    | March CG911B       | Ilmor V10 | G    | 17  | Emanuele Naspetti |     |     |     |     |     |     |     |     |     |     |     | 12  | Ret | 11  | 13  | Ret | 3      | 9.º  |
| Fuente: |                    |           |      |     |                   |     |     |     |     |     |     |     |     |     |     |     |     |     |     |     |     |        |      |